# Anne de Bretagne (rose)
'Anne de Bretagne' est un cultivar de rosier obtenu en 1979 par la rosiériste française  Louisette Meilland et mis au commerce l'année suivante. Ce rosier arbustif fait partie du groupe des roses « Meilland Decor ». Il doit son nom à la duchesse Anne de Bretagne (1477-1514), reine de France de 1491 à 1498, puis reine de Naples et duchesse de Milan.

## Description
Il s'agit d'un buisson au feuillage dense de 150 à 170 cm de hauteur aux grandes fleurs d'un rose carminé, fleurissant en bouquets compacts. Ses fleurs pâlissent au fur et à mesure ; elles ne sont pas parfumées. C'est un rosier très résistant et très florifère. Il a besoin d'une situation ensoleillée et résiste à des températures hivernales de -15° à -20°.
On peut l'admirer à la roseraie du Val-de-Marne à L'Haÿ-les-Roses et à la roseraie de Bagatelle. Ce rosier est issu d'un croisement d'un semis ('MALcair' x 'Danse des Sylphes') avec le pollen ['Zambra' x 'Zambra'] x 'Centenaire de Lourdes'.

## Descendance
'Anne de Bretagne' a donné naissance à 'Carte Blanche', obtenu en 1999 par Meilland.